# Хуанма
Хуан Мануель Гарсіа Рей (ісп. Juan Manuel García Rey), більш відомий як просто Хуанма (ісп. Juanma, нар. 18 січня 1997, Аліканте) — іспанський футболіст, захисник «Ворскли» (Полтава).

## Клубна кар'єра

### «Барселона»
Народився 18 січня 1997 року в місті Аліканте. Перші кроки у футболі почав робити в академії місцевого «Ельче», але вже в 10 років потрапив на перегляд в «Ла Масію», академію «Барселони». Зігравши всього два поєдинки, каталонський клуб вирішив взяти перспективного захисника до своєї академії. Там він пройшов кілька вікових категорій і в 16 років потрапив «Барселону» U-19.
У першому ж сезоні з юніорами «Барси» Хуанма виграв Юнацьку лігу УЄФА. У свої 16 років захисник провів 5 матчів в турнірі, проводячи на полі по 90 хвилин. Що правда, на стадії плей-оф Хуанма Гарсія вийшов лише одного разу — в чвертьфіналі проти «Арсеналу» (4:2), а в півфінальному і фінальному матчах з «Шальке 04» (1:0) та «Бенфікою» (3:0) відповідно, участі не брав. Після цього в «Барселоні» U-19 Хуанма провів ще два сезони, а у серпні 2016 року, у віці 19 років, вирішив не продовжувати контракт з каталонською командою, прийнявши пропозицію від академії англійського «Ліверпуля».

### «Ліверпуль»
В Англії іспанець став виступати за дубль «червоних» («Ліверпуль» U-23), де високо оцінив потенціал новобранця головний тренер дублюючого складу «червоних» Майкл Біл: «Хуанма Гарсія — дуже різносторонній футболіст, який може зіграти на кількох позиціях в обороні. До того ж, він технічно дуже хороший. Мені подобається його гра і підготовка. Чимось він нагадує мені Пабло Сабалету — вони схожі за манерою гри, як мені здається».
У сезоні 2017/18 Хуанма провів за «Ліверпуль» U-23 дев'ять з 22 поєдинків в першому дивізіоні розіграшу Прем'єр-ліги серед дублюючих складів, чим допоміг «червоним» зайняти другий рядок. У наступному сезоні Хуанма зіграв уже 12 матчів в турнірі дублерів АПЛ, але по його завершенні контракт з іспанцем в «Ліверпулі» не продовжили і влітку 2019 року він став вільним агентом .

### «Ворскла»
У вересні 2019 року Хуанма підписав дворічний контракт з «Ворсклою» (Полтава), ставши першим іспанцем в історії клубу.

## Виступи за збірну
Провів 5 матчів за юнацьку збірну Іспанії до 17 років.

## Досягнення
- Переможець Юнацької ліги УЄФА: 2013/14
- Фіналіст Кубка України: 2019/20